# ژوئن ۲۰۱۱
ژوئن ۲۰۱۱، یکی از ماه‌های ۲۰۱۱ (میلادی) است.
آغاز آن، روز چهارشنبه برابر با ۱۱ خرداد ۱۳۹۰ خورشیدی.

## رویدادها
- درگاه: وقایع کنونی/وقایع ۱ ژوئن ۲۰۱۱
- درگاه: وقایع کنونی/وقایع ۲ ژوئن ۲۰۱۱
- درگاه: وقایع کنونی/وقایع ۳ ژوئن ۲۰۱۱
- درگاه: وقایع کنونی/وقایع ۴ ژوئن ۲۰۱۱
- درگاه: وقایع کنونی/وقایع ۵ ژوئن ۲۰۱۱
- درگاه: وقایع کنونی/وقایع ۸ ژوئن ۲۰۱۱
- درگاه: وقایع کنونی/وقایع ۱۲ ژوئن ۲۰۱۱
- درگاه: وقایع کنونی/وقایع ۱۳ ژوئن ۲۰۱۱
- درگاه: وقایع کنونی/وقایع ۱۶ ژوئن ۲۰۱۱
- درگاه: وقایع کنونی/وقایع ۱۷ ژوئن ۲۰۱۱
- درگاه: وقایع کنونی/وقایع ۲۱ ژوئن ۲۰۱۱
- درگاه: وقایع کنونی/وقایع ۲۲ ژوئن ۲۰۱۱
- درگاه: وقایع کنونی/وقایع ۲۳ ژوئن ۲۰۱۱
- درگاه: وقایع کنونی/وقایع ۲۴ ژوئن ۲۰۱۱
- درگاه: وقایع کنونی/وقایع ۲۵ ژوئن ۲۰۱۱
- درگاه: وقایع کنونی/وقایع ۲۶ ژوئن ۲۰۱۱
- درگاه: وقایع کنونی/وقایع ۲۷ ژوئن ۲۰۱۱
- درگاه: وقایع کنونی/وقایع ۲۸ ژوئن ۲۰۱۱
- درگاه: وقایع کنونی/وقایع ۲۹ ژوئن ۲۰۱۱
- درگاه: وقایع کنونی/وقایع ۳۰ ژوئن ۲۰۱۱